# Элис-сити
Элис-сити (англ. Alice City) — нереализованный проект подземного города, который компания Taisei Corporation предлагала построить под Токио в 1989 году, незадолго до краха японского финансового рынка. Крайне высокая цена на землю в Токио явилось причиной появления проекта строительства города под землёй, парадоксально более дешёвого, чем строительства на поверхности.
Согласно проекту, будущий подземный город должен был состоять из трёх частей: деловой, общественной и инфраструктурной, объединяемых друг с другом и поверхностью с помощью железных дорог и лифтов. В общественной части (англ. Town Space) располагались бы торговые центры, развлекательные места, а также жилые комплексы. В деловой части (англ. Office Space), помимо офисов, гостиниц и магазинов, располагались бы «солнечные купола» для борьбы с клаустрофобией. Гостиницы и офисы должны были бы соединяться с поверхностью посредством скоростных лифтов. В инфраструктурной части (англ. Infrastructure Space) находились бы электростанции, очистительные и отопительные системы. Центром всего подземного города должен был стать терминал (англ. Alice Terminal). В огромном (120 метров высотой) куполе, расположенном на глубине 180 метров под поверхностью земли, находился бы не только вокзал железной дороги, связывавшей город с поверхностью, но также и парки, общественные пространства.
Строительство подземного города, перенос туда офисов, контор и магазинов позволило бы высвободить значительные площади в надземном Токио. Элис-сити был сравнительно защищённее Токио от землетрясений: на глубине всего в 30 метров их сила могла быть меньше в 3-7 раз от наблюдаемой на поверхности. Стабильная температура в 13-15 °C позволяла бы значительно экономить на отоплении.. Однако крайняя сложность эвакуации людей при пожаре, усложнявшая требования по безопасности, вкупе с японскими законами, согласно которым владелец земли на поверхности владеет также и подземельем под ней, поставили крест на проекте.
Изначальная стоимость проекта составляла 4 миллиарда долларов по курсу 1989 года..